# Collegio di Plymouth Sutton and Devonport
Plymouth Sutton and Devonport è un collegio elettorale inglese situato nel Devon e rappresentato alla camera dei Comuni del parlamento del Regno Unito. Elegge un membro del parlamento con il sistema maggioritario a turno unico; l'attuale parlamentare è Luke Pollard del Partito Laburista e Co-Operativo, che rappresenta il collegio dal 2017. 

## Estensione

Il collegio di Plymouth Sutton and Devonport dal 2010 al 2024

Dal 2010 al 2024 il collegio è stato costituito dai ward di Compton, Devonport, Stonehouse, Drake (che comprende l'Università e Mutley), Efford e Lipson, Peverell, St Peter and the Waterfront, Stoke, e Sutton and Mount Gould.
Dal 2024 il ward di Peverell è stato spostato nel collegio di Plymouth Moor View.
Il collegio è interamente contenuto nella città di Plymouth, e comprende il centro cittadino.

## Membri del parlamento
| Elezione | Elezione | Deputato       | Partito         |
| -------- | -------- | -------------- | --------------- |
|          | 2010     | Oliver Colvile | Conservatore    |
|          | 2017     | Luke Pollard   | Laburista Co-Op |

## Elezioni

### Elezioni negli anni 2020
| Partito                    | Partito                                      | Candidato                  | Risultati 4 luglio 2024 | Risultati 4 luglio 2024 |
| Partito                    | Partito                                      | Candidato                  | Voti                    | %                       |
| -------------------------- | -------------------------------------------- | -------------------------- | ----------------------- | ----------------------- |
|                            | Laburista Co-Op                              | Luke Pollard               | 20 795                  | 49,40                   |
|                            | Reform UK                                    | Peter Gold                 | 7 467                   | 17,74                   |
|                            | Conservatore                                 | Gareth Streeter            | 6 873                   | 16,33                   |
|                            | Verdi                                        | Cam Hayward                | 3 186                   | 7,57                    |
|                            | Lib Dem                                      | Holly Greenberry-Pullen    | 2 441                   | 5,80                    |
|                            | Indipendente                                 | Chaz Singh                 | 619                     | 1,47                    |
|                            | Workers                                      | Guy Haywood                | 311                     | 0,74                    |
|                            | TUSC                                         | Alex Moore                 | 220                     | 0,52                    |
|                            | Laburista Socialista                         | Robert Hawkins             | 183                     | 0,43                    |
|                            |                                              |                            |                         |                         |
| Iscritti                   | Iscritti                                     | Iscritti                   | 75 313                  | 100,00                  |
| ↳ Votanti (% su iscritti)  | ↳ Votanti (% su iscritti)                    | ↳ Votanti (% su iscritti)  | 42 095                  | 55,89                   |
| ↳ Astenuti (% su iscritti) | ↳ Astenuti (% su iscritti)                   | ↳ Astenuti (% su iscritti) | 33 218                  | 44,11                   |
|                            |                                              |                            |                         |                         |
|                            | Esito: collegio confermato a Laburista Co-Op |                            |                         |                         |

### Elezioni negli anni 2010
| Partito                    | Partito                                      | Candidato                  | Risultati 12 dicembre 2019 | Risultati 12 dicembre 2019 |
| Partito                    | Partito                                      | Candidato                  | Voti                       | %                          |
| -------------------------- | -------------------------------------------- | -------------------------- | -------------------------- | -------------------------- |
|                            | Laburista Co-Op                              | Luke Pollard               | 25 461                     | 47,88                      |
|                            | Conservatore                                 | Rebecca Smith              | 20 704                     | 38,93                      |
|                            | Brexit                                       | Ann Widdecombe             | 2 909                      | 5,47                       |
|                            | Lib Dem                                      | Graham Reed                | 2 545                      | 4,79                       |
|                            | Verdi                                        | James Ellwood              | 1 557                      | 2,93                       |
|                            |                                              |                            |                            |                            |
| Iscritti                   | Iscritti                                     | Iscritti                   | 77 852                     | 100,00                     |
| ↳ Votanti (% su iscritti)  | ↳ Votanti (% su iscritti)                    | ↳ Votanti (% su iscritti)  | 53 176                     | 68,30                      |
| ↳ Astenuti (% su iscritti) | ↳ Astenuti (% su iscritti)                   | ↳ Astenuti (% su iscritti) | 24 676                     | 31,70                      |
|                            |                                              |                            |                            |                            |
|                            | Esito: collegio confermato a Laburista Co-Op |                            |                            |                            |

| Partito                    | Partito                                                 | Candidato                  | Risultati 8 giugno 2017 | Risultati 8 giugno 2017 |
| Partito                    | Partito                                                 | Candidato                  | Voti                    | %                       |
| -------------------------- | ------------------------------------------------------- | -------------------------- | ----------------------- | ----------------------- |
|                            | Laburista Co-Op                                         | Luke Pollard               | 27 283                  | 53,28                   |
|                            | Conservatore                                            | Oliver Colvile             | 20 476                  | 39,99                   |
|                            | UKIP                                                    | Richard Ellison            | 1 364                   | 2,66                    |
|                            | Lib Dem                                                 | Henrietta Bewley           | 1 244                   | 2,43                    |
|                            | Verdi                                                   | Dan Sheaff                 | 604                     | 1,18                    |
|                            | Indipendente                                            | Danny Bamping              | 237                     | 0,46                    |
|                            |                                                         |                            |                         |                         |
| Iscritti                   | Iscritti                                                | Iscritti                   | 76 544                  | 100,00                  |
| ↳ Votanti (% su iscritti)  | ↳ Votanti (% su iscritti)                               | ↳ Votanti (% su iscritti)  | 51 208                  | 66,90                   |
| ↳ Astenuti (% su iscritti) | ↳ Astenuti (% su iscritti)                              | ↳ Astenuti (% su iscritti) | 25 336                  | 33,10                   |
|                            |                                                         |                            |                         |                         |
|                            | Esito: collegio passa da Conservatore a Laburista Co-Op |                            |                         |                         |

| Partito                    | Partito                                   | Candidato                  | Risultati 7 maggio 2015 | Risultati 7 maggio 2015 |
| Partito                    | Partito                                   | Candidato                  | Voti                    | %                       |
| -------------------------- | ----------------------------------------- | -------------------------- | ----------------------- | ----------------------- |
|                            | Conservatore                              | Oliver Colvile             | 18 120                  | 37,78                   |
|                            | Laburista                                 | Luke Pollard               | 17 597                  | 36,69                   |
|                            | UKIP                                      | Roy Kettle                 | 6 731                   | 14,03                   |
|                            | Verdi                                     | Libby Brown                | 3 401                   | 7,09                    |
|                            | Lib Dem                                   | Graham Reed                | 2 008                   | 4,19                    |
|                            | Comunista                                 | Laura-Jane Rossington      | 106                     | 0,22                    |
|                            |                                           |                            |                         |                         |
| Iscritti                   | Iscritti                                  | Iscritti                   | 73 225                  | 100,00                  |
| ↳ Votanti (% su iscritti)  | ↳ Votanti (% su iscritti)                 | ↳ Votanti (% su iscritti)  | 47 963                  | 65,50                   |
| ↳ Astenuti (% su iscritti) | ↳ Astenuti (% su iscritti)                | ↳ Astenuti (% su iscritti) | 25 262                  | 34,50                   |
|                            |                                           |                            |                         |                         |
|                            | Esito: collegio confermato a Conservatore |                            |                         |                         |

| Partito                    | Partito                                         | Candidato                  | Risultati 6 maggio 2010 | Risultati 6 maggio 2010 |
| Partito                    | Partito                                         | Candidato                  | Voti                    | %                       |
| -------------------------- | ----------------------------------------------- | -------------------------- | ----------------------- | ----------------------- |
|                            | Conservatore                                    | Oliver Colvile             | 15 050                  | 34,29                   |
|                            | Laburista                                       | Linda Gilroy               | 13 901                  | 31,68                   |
|                            | Lib Dem                                         | Judy Evans                 | 10 829                  | 24,68                   |
|                            | UKIP                                            | Andrew Leigh               | 2 854                   | 6,50                    |
|                            | Verdi                                           | Tony Brown                 | 904                     | 2,06                    |
|                            | Indipendente                                    | Brian Gerrish              | 223                     | 0,51                    |
|                            | Laburista Socialista                            | Robert Hawkins             | 123                     | 0,28                    |
|                            |                                                 |                            |                         |                         |
| Iscritti                   | Iscritti                                        | Iscritti                   | 71 025                  | 100,00                  |
| ↳ Votanti (% su iscritti)  | ↳ Votanti (% su iscritti)                       | ↳ Votanti (% su iscritti)  | 43 894                  | 61,80                   |
| ↳ Astenuti (% su iscritti) | ↳ Astenuti (% su iscritti)                      | ↳ Astenuti (% su iscritti) | 27 131                  | 38,20                   |
|                            |                                                 |                            |                         |                         |
|                            | Esito: collegio a Conservatore (nuovo collegio) |                            |                         |                         |

## Risultati dei referendum

### Referendum sulla permanenza del Regno Unito nell'Unione europea del 2016
|             | Collegio                      | Lasciare UE % | Rimanere in UE % |
| ----------- | ----------------------------- | ------------- | ---------------- |
|             | Plymouth Sutton and Devonport | 54,4%         | 45,6%            |
| Inghilterra | 53,3%                         | 46,7%         |                  |
| Regno Unito | 51,9%                         | 48,1%         |                  |